# Леи Марије Францускиње
Леи Марије Францускиње је серија од дванаест кратких наративних бретонских леа Марије Францускиње. Писали су на англо-норманском језику, а вероватно а вероватно су настали крајем 12. века. Кратке приповедачке песме, углавном се фокусирају на величање концепта дворске љубави кроз авантуре њихових главних ликова.Марија Францускиња је прва позната француска песникиња. Живела је у другој половини XII века, највероватније на двору Хенрија II и  Алијеноре Аквитанске. Поред Кретјена де Троа, заслужна је за увођење бретонске традиције. Била је веома образована, знала је енглески и латински језик, и одлично је познавала књижевност. Позната је по приповести „Чистилиште светог Патрика”  у којој говори о путовању по оном свету. Ипак, њено најзначајније дело чине 12 леа. У 12. и 13. веку јављају се анонимни леи других стваралаца, што сведочи о утицају који је имала.

## Порекло
Реч ле потиче од ирске речи laid и првобитно се односила на музичку композицију, тј. на песму која се пева и уз коју се обично игра. Претпоставља се да су наративни леи или бретонски (по темама и пореклу) настали од леа за певање (пратња харфе или роте).

## Врсте
На старофранцуском настају: 
1. лирски ле - песма
2. наративни или бретонски ле - кратка приповест омиљена у 12. и 13. веку

Наративни леи се пишу у осмерцу, рима је парна, и представљају неку врсту новеле у стиховима, а баве се и бретонском материјом. Приповедна традиција се на југу изразила у виду новела под именом новас.

## Карактеристике
Скоро сваки ле има пролог и епилог у којима Марија Францускиња одређује овај нови жанр. Медијевалиста Пол Зинтор разликује шест фаза настанка наративних леа:
1. Нека пустоловина се одиграла и поседује сопствену истинитост.
2. Бретонски музичари су сазнали за ту пустоловину.
3. Исти ти музичари су сачинили ле намењен певању уз харфу или роту да би сачували сећање на ту пустоловину  ( Марија Францускиња каже: циљ је упамтити пустоловину )
4. Марија Францускиња је чула мелодију леа и чула за ту пустоловину тј. одраз пустоловине у песми.
5. Марија Францускиња прича пустоловину леа - она увек прво каже да је чула за њу, па истовремено приповеда о истинитој пустоловини тј. догађају.
6. Слушаоци слушајући ле Марије Францускиње чују и о пустоловини и о њеној истинитости и памте је.

Тих шест фаза приказују низ који почиње од догађаја који прво добија музичку, па наративну транспозицију, односно композицију. Циљ је познавање догађаја, а поезија је кадра да уочи истинитост и преточи је слушаоцима. Тематика је увек нека љубавна пустоловина, сусрет човека с љубављу који треба да савлада многе препреке да би се та љубав остварила, а управо су те препреке покретачи радње. Заљубљени траже излаз из ситуације, појављују се чудесна бића и чаробни предмети. Растанак не могу да избегну, па ипак девет од дванаест леа се завршава срећно. Трагичан исход ублажава витешка мисао да ће љубав живети у сећању (ле „Славуј”) или мисао да постоји нада за поновним сусретом (ле „Орлови нокти”). Љубав се чува тајном из опрезности ( да би се у њој могло уживати без ометања), а не из начела о дискрецији. Нема споре и стрпљиве изјаве љубави већ је излив осећања спонтан ( све се решава кроз 2 - 3 стиха). Тежња ка љубави и срећи наводи ликове на акцију. Она сама у себи налази смисао и оправдање, независно од обичаја и друштвених конвенција. Искреност и верност заувек повезују заљубљене, чак и после смрти.
Марија Францускиња није моралиста; пише слично Кретјену де Троа. Она поставља одређена питања чије одговоре треба слушаоци да нађу. Ипак, из те концепције љубави може се извући нека врста моралне поуке: љубав се заснива на принципу слободе избора а не на неким правилима. Осетно је и саосећање и сажаљење приповедача са заљубљенима који пате, али нема места театрализованој патетици.
С обзиром на то да ле представља кратку причу, приповедање је брзо и живо, без дигресија, описа, монолога, анализе, интроспекције, коментара - дају се само кратке скице. Песничка техника се много разликује од технике романа. Језик је једноставан, реченице су кратке, стил је сиромашан песничким сликама. Сва изражајна средства су сведена. Ликови се такође кратко представљају. Леи су писани на англонорманском дијалекту, дужине су од стотинак до хиљаду стихова. Најкраћи ле је „Орлови нокти” од 118 стихова, а најдужи „Елидик” од 1184 стиха. По мотивима и пореклу су бретонске традиције , али по духу и обради припадају куртоазној књижевности.